# OH!得テレビ205
『OH!得テレビ205』（オー!とくテレビにいまるご）は、2006年4月から同年9月まで岡山放送で放送された生放送の地域情報番組。

## 概要
それまで帯で放送されていた『あいらぶカフェ』の流れを汲んだ番組（『あいらぶカフェ』自体は土曜日のみの放送に縮小）。しかし、視聴率は低迷し、番組は半年で終了した。
その後、同時間帯はバラエティ番組の再放送やテレビショッピングなどの日替わり放送枠（金曜はフジテレビ『昼もこたえてちょーだい』の同時ネット枠）になり、平日の自社情報番組はいったん廃枠となったが、その半年後の2007年4月に月曜と水曜のみに放送の新番組『OH!カフェスタイル』がスタートし、2008年1月に帯番組の『温★時間』がスタートした。

## 放送時間
- 月曜 - 金曜 14:05 - 14:30

## 出演者
- 山本洋子（OHKアナウンサー）
- 萩原渉（OHKアナウンサー）

※ニュースコーナーもあり、同コーナーはその日の『FNNスピーク』ローカルパートの担当者が兼任していた。